# Stambolovo
Stambolovo (Bulgaars: Стамболово) is een dorp en een gemeente gelegen in de Zuid-Bulgaarse oblast Chaskovo. Het dorp ligt 19 km ten zuiden van Chaskovo en 216 km ten zuidoosten van Sofia.

## Geografie
De gemeente Stambolovo is gelegen in het zuidelijke deel van de oblast Chaskovo. Met een oppervlakte van 276,837 km2 staat het op de 8e plaats van de 11 gemeenten van de oblast, oftewel 5% van de oblast. De grenzen zijn als volgt:
- het noorden - gemeente Chaskovo;
- het noordoosten - gemeente Charmanli;
- het oosten - gemeente Madzjarovo;
- het zuiden - gemeente Kroemovgrad, oblast Kardzjali;
- het westen - gemeente Kardzjali, oblast Kardzjali.

## Bevolking
Op 31 december 2019 telde het dorp Stambolovo 630 inwoners, terwijl de gemeente Stambolovo 5.916 inwoners had.
| Jaar                | 1934   | 1946   | 1956   | 1965   | 1975   | 1985   | 1992  | 2001  | 2011  | 2019  |
| dorp Stambolovo     | 842    | 809    | 645    | 580    | 606    | 586    | 578   | 530   | 643   | 630   |
| gemeente Stambolovo | 11.893 | 11.616 | 11.630 | 11.739 | 12.513 | 11.957 | 7.662 | 5.833 | 5.934 | 5.916 |

### Etnische samenstelling
Het dorp Stambolovo bestaat uit vooral Bulgaarse Turken (60%), gevolgd door etnische Bulgaren (31%) en de Roma (8%). Ook de bevolking van de gemeente Stambolovo bestaat grotendeels uit Bulgaarse Turken (68%), gevolgd door Bulgaren (23%) en de Roma (8%).
| Etnische groep   | volkstelling 1992 | volkstelling 1992 | volkstelling 2001 | volkstelling 2001 | volkstelling 2011 | volkstelling 2011 | volkstelling 2011  |
| Etnische groep   | Aantal            | %                 | Aantal            | %                 | Aantal            | % (totaal)        | % (gespecificeerd) |
| ---------------- | ----------------- | ----------------- | ----------------- | ----------------- | ----------------- | ----------------- | ------------------ |
| Bulgaren         | 2.149             | 28,05             | 1.728             | 29,62             | 1.320             | 22,24             | 22,99              |
| Turken           | 5.170             | 67,48             | 3.647             | 62,52             | 3.931             | 66,25             | 68,46              |
| Roma             | 326               | 4,25              | 410               | 7,03              | 474               | 7,99              | 8,25               |
| Andere groepen   | 17                | 0,22              | 12                | 0,21              | 9                 | 0,15              | 0,16               |
| Onbekend         | .                 | .                 | 13                | 0,22              | 8                 | 0,13              | 0,14               |
| Ongespecificeerd | .                 | .                 | 23                | 0,39              | 192               | 3,24              | .                  |
| Totaal           | 7.662             | 100,00            | 5.833             | 100,00            | 5.934             | 100,00            | 100,00             |

### Religie
De laatste volkstelling werd uitgevoerd in februari 2011 en was optioneel. Van de 5.834 inwoners reageerden er 5.129 op de volkstelling. Van deze 5.129 respondenten waren er 3.663 moslim, oftewel 71,4% van de bevolking. Daarnaast was ongeveer 26% van de bevolking christelijk. De rest van de bevolking had een andere geloofsovertuiging of was niet religieus. 
| Religieuze samenstelling in februari 2011 | Religieuze samenstelling in februari 2011 | Religieuze samenstelling in februari 2011 | Religieuze samenstelling in februari 2011 | Religieuze samenstelling in februari 2011 |
| ----------------------------------------- | ----------------------------------------- | ----------------------------------------- | ----------------------------------------- | ----------------------------------------- |
|                                           |                                           |                                           |                                           |                                           |
| Bulgaars-Orthodoxe Kerk                   | Bulgaars-Orthodoxe Kerk                   |                                           | 25,76%                                    | 25,76%                                    |
| Katholieke Kerk                           | Katholieke Kerk                           |                                           | 0,00%                                     | 0,00%                                     |
| Protestantisme                            | Protestantisme                            |                                           | 0,35%                                     | 0,35%                                     |
| Islam                                     | Islam                                     |                                           | 71,42%                                    | 71,42%                                    |
| Geen                                      | Geen                                      |                                           | 0,64%                                     | 0,64%                                     |
| Anders/ Onbekend                          | Anders/ Onbekend                          |                                           | 1,83%                                     | 1,83%                                     |

## Nederzettingen
De gemeente Stambolovo bestaat uit 26 dorpen:
| - Balkan - Bjal Kladenets - Tsareva Poljana - Dolno Botevo - Dolno Tsjerkovisjte - Dolno Pole - Gledka - Goljam Izvor - Golobradovo | - Kladenets - Kralevo - Ljaskovets - Madzjari - Malak Izvor - Patnikovo - Ptsjelari - Popovets - Rabovo | - Silen - Stambolovo (hoofdplaats) - Svetoslav - Tankovo - Vodentsi - Vojvodenets - Zimovina - Zjalti Brjag |

Bestuurlijk centrum: Chaskovo
 Charmanli - Chaskovo - Dimitrovgrad - Ivaïlovgrad - Ljoebimets - Madzjarovo - Mineralni Bani - Simeonovgrad - Stambolovo - Svilengrad - Topolovgrad